# Мартін Цавія
Мартін Цавія (нім. Martin Zawieja, 31 січня 1963) — німецький важкоатлет.
Бронзовий призер Олімпійських Ігор 1988 року в суперважкій вазі, учасник 1992 року.